# Hôpital Necker
El Hôpital Necker es un centro hospitalario que, desde 2011, forma parte de los 12 grupos hospitalarios de la Assistance publique - Hôpitaux de Paris (AP-HP). Está ubicado en el XV Distrito de París.
Este centro hospitalario depende de la Facultad de Medicina del Centro de París de la Universidad de París Cité.
Los Hospitales Universitarios Necker-Enfants Malades son un hospital especializado en pediatría pero también cuentan con servicios especializados para adultos. Toda la gama de actividades de medicina y cirugía infantil está presente.